# Esfèriques (Teodosi de Bitínia)
Les esfèriques (en grec antic Σφαιρικά) és un conjunt de 3 llibres escrits per Teodosi de Bitínia al segle II-I aC on es recullen les propietats de l'esfera que es coneixien aleshores.
Els coneixements de les propietats geomètriques de l'esfera eren força avançats abans de l'època d'Euclides, ja que foren requerits ràpidament per l'astronomia. D'aquesta manera, la geometria de l'esfera no va ser estudiada de forma general dins la cèlebre obra d'Euclides Els elements, ja que en aquella època les esferes i la seva geometria eren considerades un àmbit d'estudi de l'astronomia més que no pas de la geometria pura. Així doncs, es creu que Teodosi escriu Les esfèriques com a suplement de Els Elements per tal d'afegir els coneixements sobre la geometria de l'esfera que no va recollir l'obra d'Euclides.
L'objectiu que compleix Les esfèriques és per tant el de proporcionar una base matemàtica a l'estudi astronòmic. Es creu que Les esfèriques està basat en un llibre anterior a Euclides que s'ha perdut (algunes fonts citen a Èudox de Cnidos com a possible autor d'aquest llibre). Un altre aspecte característic de Les esfèriques és el fet que no conté cap coneixement trigonomètric, tot i que la trigonometria esfèrica ja fou introduïda per Hiparc abans de la publicació de l'obra.

## Les Esfèriques
L'obra més important que ens ha arribat de Teodosi de Bítinia està formada per tres llibres titulat Les esfèriques. Conté seixanta teoremes i problemes sobre l'esfera amb les seves demostracions i solucions geomètriques. La matèria del llibre està limitada a les propietats de línies traçades sobre l'esfera per plans secants i se n'exclouen les seves pròpies propietats. Aquesta exclusió s'explica en el fet que Teodosi era astrònom i només geòmetra per necessitat, i que l'objectiu de l'obra era establir unes proposicions destinades a facilitar l'estudi de l'esfera celeste.
L'esfera en la tradició antiga pertany més a l'astronomia que a la geometria, de manera que el tractat de Teodosi sempre va ser considerat un llibre d'astronomia i no de geometria. De fet, l'esfera queda gairebé exclosa de Els elements d'Euclides, l'obra canònica de la geometria grega. Només apareix com a construcció auxiliar lligada als poliedres regulars i no és fins a l'última proposició del llibre XII que es demostra una de les seves propietats: que la relació entre el volum de dues esferes és el cub de la diferència dels seus diàmetres.

### Llibre primer
El primer llibre de l'obra de Teodosi recull vint-i-tres proposicions, precedides de sis definicions. La primera definició és per a l'esfera: “L'esfera és una figura sòlida compresa sota una superfície única, els punts de la qual estan tots a la mateixa distància d'un punt interior.” Aquesta definició és radicalment diferent de la proposada per Euclides al llibre XI de Els elements. En aquesta última la definició és constructiva i purament geomètrica, i consisteix a fer girar un semicercle al voltant del seu diàmetre fins a arribar a la posició inicial. Les cinc altres definicions són per al centre, el diàmetre, els pols donat un diàmetre, els pols donat un cercle situat a l'esfera i l'última és per a relacionar inclinacions de plans semblants. És interessant remarcar que en la definició del diàmetre s'hi afegeix: “(...) recta fixa al voltant de la qual l'esfera girarà”. Tot i que no és clar que aquesta frase fos escrita per Teodosi, ens indica que la intenció de l'obra va més enllà de la geometria.
Les 23 proposicions del primer llibre són bastant bàsiques i segurament eren conegudes des d'abans del temps de Teodosi. L'autor les recupera i les ordena per a poder-les utilitzar després en les demostracions dels llibres següents. La primera proposició demostra que tota secció plana d'una esfera és un cercle. La segona està plantejada com al problema de trobar el centre d'una esfera donada. Les següents proposicions del llibre són una generalització per a les esferes de les propietats del cercle que apareixen a Els elements.

### Llibre segon
El segon llibre comença amb una definició sobre els cercles d'una esfera tangents entre ells i a partir d'aquesta desenvolupa vint-i-tres proposicions que tracten les relacions entre els cercles en una esfera. La primera demostra que dos cercles paral·lels en una esfera tenen el mateix pol i a partir d'aquí la complexitat dels enunciats va augmentant fins a les tres últimes, on s'utilitzen tots els resultats anteriors per a donar relacions entre dos cercles en una esfera inclinats. Aquestes tres últimes proposicions són tant complexes que els traductors àrabs van decidir incorporar-hi tres teoremes previs.

### Llibre tercer
El tercer i últim llibre de l'obra no conté definicions prèvies i només inclou catorze proposicions. Les dues primeres són teoremes sobre els segments de cercle independents de l'esfera que s'utilitzaran més tard. Els dotze teoremes restants donen resultats rellevants per la seva aplicació en l'astronomia i estan demostrats de manera impecable.